# Kosti
Kosti (ook geschreven als Kusti) is een stad in de Soedanese staat Witte Nijl (An-Nil-al-Abyad).  
Kosti telt naar schatting 438.000 inwoners. De stad ligt aan de westelijke oever van de Witte Nijl

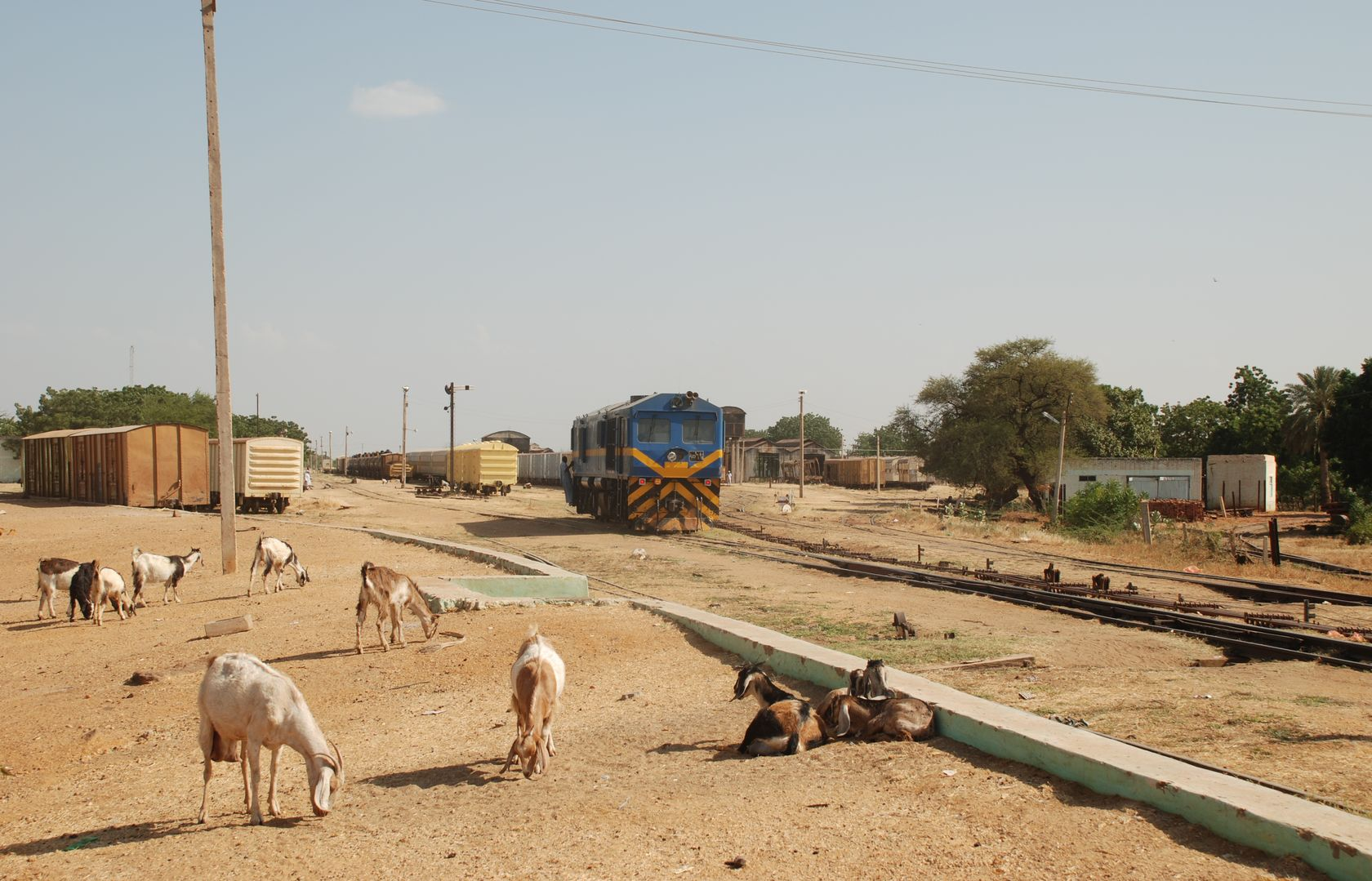
Station